# ウィンチェスターM1912
ウィンチェスターM1912（Winchester Model 1912）は、アメリカで開発された散弾銃である。単にM12やモデル12（Model 12）とも呼ばれるほか、アメリカではPerfect Repeaterの通称でも知られる。1912年の採用以降、ウィンチェスター社が生産を中止する1963年までの間に派生型を含めて2,000,000丁近く生産され、51年以上にわたって標準的ポンプアクション散弾銃の座にあり続けた。当初は20ゲージ型のみだったが、1914年には12ゲージ型および16ゲージ型が発表され、また、1934年には28ゲージ型が発表された。0.410型は生産されなかったが、M1912の設計を元にしたスケールダウンモデルとして、0.410を使用するモデル42（Model 42）が発表されている。

## 概要
M1912（1919年以降はM12に改称）は、ハンマー外装式散弾銃のM1897に次ぐウィンチェスター社の新型散弾銃であり、より以前に設計されていたM1893散弾銃を発展させたものである。M12の設計を手がけたのはウィンチェスター社のトーマス・C・ジョンソン技師であり、また、ジョン・ブローニングによるM1893/97の設計も一部取り入れられている。最初に発表されたのは20ゲージ型のみで、12ゲージおよび16ゲージ型は1914年に発表された。M12は、初めて成功したハンマー内蔵式ポンプアクション散弾銃である。装填はチューブ型弾倉から行われ、薬莢は右側に排出される。チューブ型弾倉は2・3/4インチ弾の12ゲージ弾を標準で6発装填可能で、木製プラグによって2-4発まで変更することが可能である。各部品は鍛造と機械成型で製造されており、1963年に生産が中止された理由の1つは、こうした製造方法のために他社製品に比べてあまりに高価だったからである。主要なライバルは、1950年に発表されたレミントン社のモデル870で、これは、M12よりもはるかに安価な散弾銃であった。1930年代以降、M12の装弾は2・3/4インチ弾に統一され、従来のM12と特に区別する必要がある場合はヘビー・ダックガン（Heavy Duck Gun）と呼ばれる。初期のM12が使用する装弾は、16ゲージ型は2・9/16インチ、12ゲージ型は2・5/8インチ、20ゲージ弾は2・1/2インチと統一されていなかったのである。また、これら初期型のM12は2・3/3インチ型に改造されているものが多い。
愛好家向けの記念品などとして少数生産された例はあるものの、1963年以降にまとまった数の生産が行われる事は無かった。2006年1月には最後のM12工場が閉鎖され、M12は95年間にもわたる歴史の幕を閉じた。

## 軍用散弾銃として

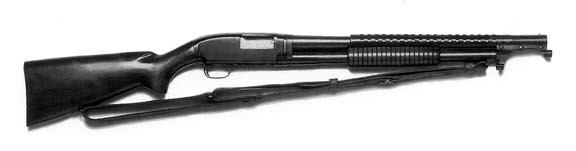
ウィンチェスターM12 トレンチガン

1963年に生産が中止されるまで、M12は第一次世界大戦-ベトナム戦争初期までアメリカ軍の制式散弾銃として使用され続けた。第二次世界大戦中には陸海および海兵隊をあわせ、全軍でおよそ80,000丁が購入され、太平洋戦線で特に広く使用された。遮熱板と着剣装置を除去したライオットガン型のM12は、航空軍の飛行場を防護する陸軍部隊によって購入されている。また、同様のモデルは海軍でも港湾警備用に購入している。海兵隊では太平洋のジャングルで日本軍と戦うためにトレンチガン型のM12を使用した。トレンチガン型は第一次大戦で採用されたものとほぼ同様であったが、遮熱板の穴が6列から4列に減らされていた。
なお、前作のM1897と同様に、トリガーを引いたままハンドグリップをコッキングすることによっての連続射撃（スラムファイア）が可能である。

## 「完璧な連発銃」
64式7.62mm小銃の開発者の一人である伊藤眞吉は、1981年(昭和56年)に全日本狩猟倶楽部の会報『全猟』にウィンチェスター M12について、下記のような講評を寄せており、何故ウィンチェスターが本銃を「World Famous Winchester Perfect Repeater(世界に有名なウィンチェスターの完璧な連発銃)」とまで自称したかについて、詳細な解説を行っている。
伊藤が所属していた大日本帝國陸軍の陸軍技術本部及び、防衛庁(陸上自衛隊)の技術研究本部では「銃器学」と呼ばれる学問の教本が整えられており、鉄砲の安全性を担保する三要素として「(薬室の)不完全閉鎖時の発射不能」「発射瞬時の(薬室)解放不能」「使用者が自由に操作できる安全装置を備えている」事が必要不可欠であると記述されていたという。伊藤はこの三要素に独自にもう一要素、「(安全装置が)"安"か"火"かが自分にも他人にも容易に識別可能な事」を追加した安全四要素を提唱しており、ドイツのGew98(Kar98kや米国のスプリングフィールドM1903小銃も含まれる)や、日本の有坂銃などの軍用制式小銃が、この要件に合致した構造と安全装置を有している「良い銃」の例として挙げており、多くの民間向けスポーツ銃器はこれらの要素のいずれか又は全てが最初から欠落しているか、(個々の部品の機能性についての知識が不十分なまま銃工が形だけを模倣したなどといった経緯の結果として)安全機能の実装が不完全な為にこれらの要素の実現も不完全になっている「悪い銃」である事が残念乍ら多いとも評しているが、伊藤は本銃に関しては重量が重く替え銃身の互換性が完全ではない事の2点を商品としての弱点と指摘しているものの、安全性に関しては「自称通りに『完璧』である」という評価を残していた。
本銃には「アクション・スライド・ロック」と呼ばれる部品が遊底と引金機構部の間に備え付けられており、遊底の閉鎖機構(ロッキング)を構成している。このアクション・スライド・ロックは遊底の閉鎖が不完全な時にはコッキングされた撃鉄の溝と噛み合って撃鉄が不用意に落ちる事を阻止する作用を行う事で「不完全閉鎖時の発射不能」を実現しているが、本銃では更に遊底の内部に「ファイアリングピン・リトラクター」と呼ばれる部品も組み込まれており、不完全閉鎖時にはこのファイアリングピン・リトラクターが撃針の固定をも行ってしまう事で、二重に安全性が確保されている。
また、アクション・スライド・ロックは遊底が完全に閉鎖された際には先台と遊底の連結桿(アクション・バー)の溝に噛み込んで連結桿が後退する事を阻止する機能を有しているが、この機能が作用するのは散弾実包が発火して発射圧の反動により遊底の包底面(ボルトフェイス)に後退力が作用している間だけであり、銃口から散弾やスラッグ弾等と共にワッズが抜けて銃身内から発射圧力が無くなってしまうと(すなわち発射が完了した後は)、アクション・スライド・ロックと連結桿の噛み合いは外れ、再び遊底は自由に後退可能となる。本銃はこれにより「発射瞬時の解放不能」という機能を実現しているが、本銃では更に遊底の内部に「ブリーチ・ボルト・リテイニングレバー」と呼ばれる部品も組み込まれており、包底面に発射圧が掛かっている間はブリーチ・ボルト・リテイニングレバーがレシーバーの溝に噛み込んで遊底の後退を直接阻止する作用も果たす事で、二重に安全性が確保されている。
本銃の安全装置には、後年のポンプアクションや半自動式散弾銃の多くで採用された、用心金後方に設けられた、引金を固定する形式の「クロスボルト式安全装置」が採用されている。伊藤本人はこの形式の安全装置については「本来右利きの射手の為に作られた安全装置(左へ押し込むと発火位置、右へ押し込むと安全位置となる)の為、左利きの場合には発射の際に不意に人差し指がクロスボルトに触れてしまい、火から安へ勝手に切り替わってしまう事がある」という弱点を指摘しており、目視で安全位置が確認しがたい場合があり、他物に押されて動きやすいなどといった欠点も列記しているものの、本銃に関してはクロスボルトの部品交換で容易に動作方向の反転を行う事が可能である事。本銃の引金機構部は引金が逆鈎を兼ねる部品点数が少ない簡素な構造で、引金と撃鉄の間にトリガー・ディスコネクターのような余分な部品も存在せず(故にスラムファイアが可能となっている)、引金と撃鉄自体が良く焼入れされた鋼材で作られている事から、一度クロスボルトが安全位置にセットされた場合、引金前端が折れるか、撃鉄の溝が削れるかといった破壊的な事象が起きない限りは撃鉄は決して前進する事が出来ない為、高々度を飛行する航空機から落下させたり、千尋の谷底へ投げ落としても暴発は起きないだろうと結論づけている。
なお、伊藤は本銃と同時期に日本のオリン晃電社でOEM製造されていたウィンチェスター M23水平及び、ウィンチェスター M101上下という二つの中折式二連散弾銃についても、本銃と同様の高い固有安全性を有していると評価していた。